# Louis-Jacques Boucot
Louis Boucot dit Boucot, né le 3 novembre 1882 dans le 20e arrondissement de Paris  et mort le 28 mars 1949 à l'hôpital Lariboisière dans le 10e arrondissement, est un acteur français. 

## Biographie
Louis Boucot apparaît dans une cinquantaine de films entre 1910 dans le film Une petite femme bien douce de Georges Denola et 1938 dans La Présidente de Fernand Rivers.
Entre 1911 et 1913, il interprète notamment les rôles-titres des séries Babylas d'Alfred Machin et Pénard de Georges Monca.

## Filmographie
- 1911 : Une petite femme bien douce  de Georges Denola
- 1911 : L'Art de se faire aimer (anonyme)
- 1911 : Babylas a hérité d'une panthère de Alfred Machin
- 1911 : Babylas explorateur de Alfred Machin
- 1911 : Babylas habite une maison tranquille de Alfred Machin
- 1911 : Le Chef de Saint-Martin (anonyme)
- 1911 : La Dame de compagnie (anonyme)
- 1911 : L'Engin suspect (anonyme)
- 1911 : Madame Babylas aime les animaux de Alfred Machin
- 1911 : Soir de première (anonyme)
- 1911 : Un ami trop entreprenant (anonyme)
- 1912 : J'attend ma mère (anonyme)
- 1912 : Suicide par amour (anonyme)
- 1912 : Théodore n'est pas sérieux (anonyme)
- 1912 : Babylas va se marier de Alfred Machin
- 1912 : Les Bienfaits de la culture physique (anonyme)
- 1912 : Le Cauchemar d'un gendre (anonyme)
- 1912 : Le Corsage de madame Penard (anonyme)
- 1912 : La Garçonnière de Monsieur Flock (anonyme)
- 1912 : Madame se venge (anonyme)
- 1912 : Œil pour œil (anonyme)
- 1912 : Pénard a trop d'enfants (anonyme)
- 1912 : Pénard dentiste (anonyme)
- 1912 : Pénard est fiancé (anonyme)
- 1912 : Pénard est superstitieux (anonyme)
- 1912 : Pénard et la femme idéale (anonyme)
- 1912 : Pénard et le faux Rigadin de Georges Monca
- 1912 : Pénard n'aime pas la poussière (anonyme)
- 1912 : Pénard paie son terme (anonyme)
- 1912 : Pénard prend un bain de pied froid (anonyme)
- 1912 : Pénard protège les animaux (anonyme)
- 1912 : Pour sauver Madame (anonyme)
- 1913 : Pénard chasseur (anonyme)
- 1913 : Pénard escamoteur (anonyme)
- 1913 : Pénard et Latringle agents de police (anonyme)
- 1913 : Pénard et les menottes (anonyme)
- 1913 : Pénard veut se faire aimer (anonyme)
- 1913 : Pour avoir une fille (anonyme)
- 1916 : L'Hôtel du libre échange de Marcel Simon
- 1916 : Paris pendant la guerre de Henri Diamant-Berger[4] -
- 1916 : Vous n'avez rien à déclarer ? (anonyme)
- 1916 : Dormez je le veux de Marcel Simon
- 1920 : La Première Idylle de Boucot de Robert Saidreau
- 1929 : Ta bouche (anonyme) - Chanson filmée
- 1930 : Chanson bretonne (anonyme) - Chanson filmée
- 1930 : Une femme a menti de Charles de Rochefort
- 1930 : Paramount on Parade de Charles de Rochefort
- 1930 : Arthur ou Le Culte de la beauté de Léonce Perret
- 1930 : Clinique musicale (anonyme) - court métrage -
- 1930 : Un débrouillard (anonyme) - court métrage -
- 1931 : Le Costaud des PTT de Jean Bertin et Rudolph Maté
- 1931 : La Terreur des Batignolles de Henri-Georges Clouzot
- 1932 : La Bonne Aventure de Henri Diamant-Berger
- 1933 : La Bosse des affaires de Arnaudy + Lyrics
- 1934 : Incognito de Kurt Gerron
- 1934 : Brevet 95-75 de Pierre Miquel
- 1935 : La Rosière des halles de Jean de Limur
- 1935 : La Coqueluche de ces dames de Gabriel Rosca
- 1936 : Notre-Dame-d'Amour de Pierre Caron
- 1936 : Les Demi-vierges de Pierre Caron
- 1937 : Le Puritain de Jeff Musso - dans le rôle de M. Kelly
- 1938 : La Présidente  de Fernand Rivers
- 1938 : Trois Valses de Ludwig Berger